# C. J. Wennbergs Mekaniska Verkstad

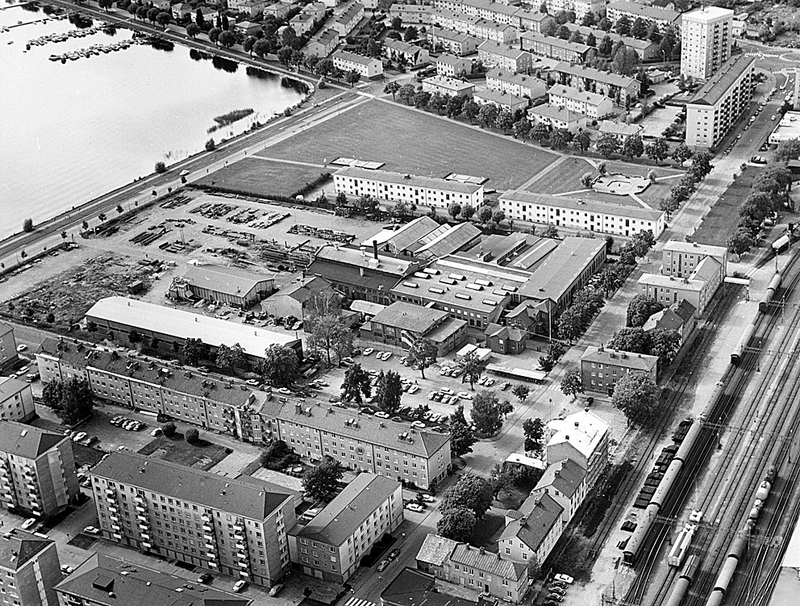
Flygfoto över fabriken i Viken i Karlstad från 1968. Foto från Värmlandsarkivs samlingar.

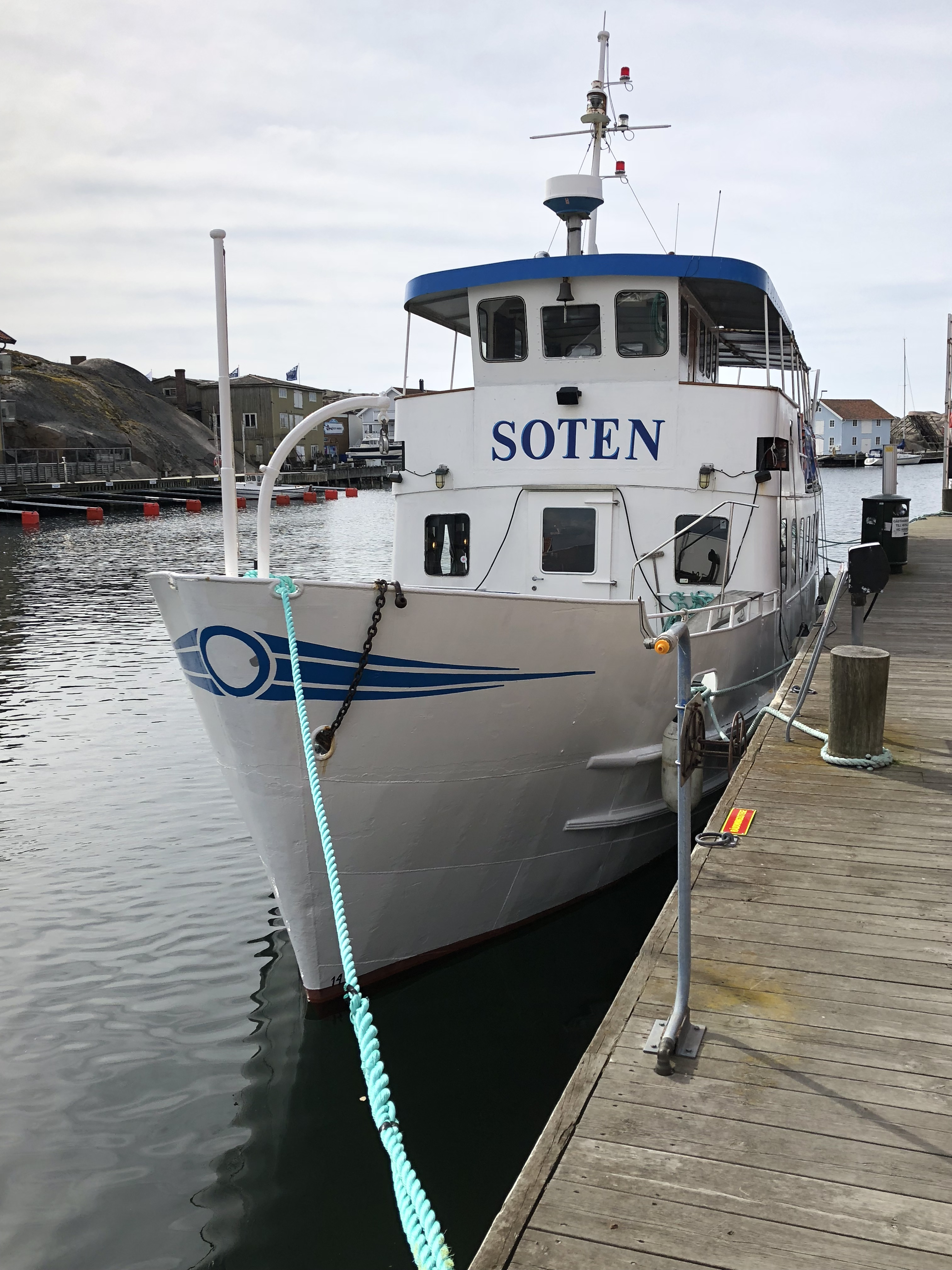
M/S Soten, ursprungligen M/S Torsö från 1919, i Smögen

C. J. Wennbergs mekaniska verkstad var ett företag i Karlstad som, startade som gjuteri och verkstad 1875, och som blev en av Karlstads största industrier.
Företagets grundare var Carl Johan Wennberg, som 1875 övertog J.J. Rönings vagnsmakeri- och smidesrörelse på Drottninggatan. År 1892 uppfördes en ny verkstadsbyggnad och 1894 inköptes ett fabriksområde i Viken, där ett gjuteri uppfördes. År 1903 flyttade företaget till Viken.
Förutom industriproduktionen byggde Wennbergs bostäder i Viken, Marieberg, Våxnäs, Kroppkärr och Orrholmen.
Wennbergs klarade sig genom depressioner och båda världskrigen men 1983 lades verksamheten ner.

## Byggda fartyg i urval
- 1907 S/S Harge, ångslup 1907 för Harge bruk
- 1907 Ångfartyget Runn
- 1908 M/S Storholmen, ursprungligen ångslup, nybyggnadsnummer 41
- 1910 S/S Alster, för Alster Bruk och Valsekvarn, senare såld till Norge som varpbåt. Hon finns idag i Strømsfoss i Norge som DS Ara
- 1913 Hammarö, ångslup, nybyggnadsnummer 55
- 1915 S/S Torsö, numera M/S Victoria af Norrköping, nybyggnadsnummer 65
- 1920 Tingvalla, bogserbåt
- 1920  Passagerarbåten John Jennings, nybyggnadsnummer 74
- 1940 Flottningsbåten Lusten VI, för Klarälvens flottningsförening
- 1946 Flottningsbåten Norsälven 1 för Fryksdalens flottningsförening
- 1915 Tvåcylindrig kompoundångmaskin samt ångpanna för S/S Strengnes Trafik, sedan 1938 i Ångfartyget Kuriren